# Campionat del Món de motociclisme de 2006
La temporada de 2006 del Campionat del món de motociclisme fou la 58a edició d'aquest campionat, organitzat per la FIM. El campionat de MotoGP va ser un dels més disputats dels darrers anys. Nicky Hayden (Honda) no va poder prendre-li el títol a Valentino Rossi (Yamaha) fins a l'última cursa de l'any, a Xest. Aquell va ser el primer i únic campionat del món de Hayden.
A la categoria de 250cc, el mallorquí Jorge Lorenzo (Aprilia) va guanyar el seu primer campionat amb un total de vuit victòries. L'espanyol Álvaro Bautista, també pilot d'Aprilia, va aconseguir el títol de 125cc, igualment amb vuit victòries.

## El campionat de MotoGP
Set pilots diferents van aconseguir victòries als Grans Premis, entre ells Dani Pedrosa (debutant de l'any), Toni Elías i Troy Bayliss, que guanyaren una cursa de MotoGP per primer cop a les seves respectives carreres. Valentino Rossi va remuntar un dèficit de 51 punts fins a poder liderar el campionat abans de les rondes finals. Hayden va perdre uns punts valuosos quan el seu company d'equip, Dani Pedrosa, el va fer caure a la penúltima ronda de la temporada, el Gran Premi de Portugal, però encara va poder guanyar el títol quan Rossi va caure a l'última cursa, a Xest.
Hayden només va guanyar dues curses durant la temporada contra les cinc de Rossi, però la Yamaha de l'italià va patir diversos problemes mecànics que el van obligar a retirar-se en diverses curses, cosa que va permetre a Hayden d'aconseguir més podis. A més, la sorprenent victòria de Toni Elias a Portugal, amb un marge de només 0,002 segons sobre Rossi, va resultar ser un factor decisiu en el campionat. Rossi va cedir cinc punts en aquella ronda, la mateixa quantitat amb què va quedar per darrere de Hayden a la classificació final. Si ambdós haguessin empatat, Rossi s'hauria proclamat campió gràcies al seu major nombre de victòries.

## Campions del món
Pilots
| 125cc           | 250cc         | MotoGP       |
| --------------- | ------------- | ------------ |
| Álvaro Bautista | Jorge Lorenzo | Nicky Hayden |

Constructors
| 125cc   | 250cc   | MotoGP |
| ------- | ------- | ------ |
| Aprilia | Aprilia | Honda  |

Equips
| MotoGP            |
| ----------------- |
| Repsol Honda Team |

## Grans Premis

### Sistema de puntuació
Barem de puntuació de 1993 ençà:
| Posició | 1  | 2  | 3  | 4  | 5  | 6  | 7 | 8 | 9 | 10 | 11 | 12 | 13 | 14 | 15 |
| Punts   | 25 | 20 | 16 | 13 | 11 | 10 | 9 | 8 | 7 | 6  | 5  | 4  | 3  | 2  | 1  |

### Calendari
| Cursa | Data           | Gran Premi                            | Circuit        |
| ----- | -------------- | ------------------------------------- | -------------- |
| 1     | 26 de març     | Gran Premi d'Espanya                  | Jerez          |
| 2     | 8 d'abril ††   | Gran Premi de Qatar                   | Losail         |
| 3     | 30 d'abril     | Gran Premi de Turquia                 | Turquia        |
| 4     | 14 de maig     | Gran Premi de la Xina                 | Shanghai       |
| 5     | 21 de maig     | Gran Premi de França                  | Le Mans        |
| 6     | 4 de juny      | Gran Premi d'Itàlia                   | Mugello        |
| 7     | 18 de juny     | Gran Premi de Catalunya               | Catalunya      |
| 8     | 24 de juny ††  | Dutch TT                              | Assen          |
| 9     | 2 de juliol    | Gran Premi de Gran Bretanya           | Donington Park |
| 10    | 16 de juliol   | Gran Premi d'Alemanya                 | Sachsenring    |
| 11    | 23 de juliol † | Gran Premi dels Estats Units          | Laguna Seca    |
| 12    | 20 d'agost     | Gran Premi de la República Txeca      | Brno           |
| 13    | 10 de setembre | Gran Premi de Malàisia                | Sepang         |
| 14    | 17 de setembre | Gran Premi d'Austràlia                | Phillip Island |
| 15    | 24 de setembre | Gran Premi del Japó                   | Motegi         |
| 16    | 15 d'octubre   | Gran Premi de Portugal                | Estoril        |
| 17    | 29 d'octubre   | Gran Premi de la Comunitat Valenciana | Ricardo Tormo  |

†† = Cursa en dissabte
† = Només cursa de MotoGP

### Guanyadors
| Cursa | Gran Premi                            | 125cc           | 250cc            | MotoGP          | Resultats |
| ----- | ------------------------------------- | --------------- | ---------------- | --------------- | --------- |
| 1     | Gran Premi d'Espanya                  | Álvaro Bautista | Jorge Lorenzo    | Loris Capirossi | Resultat  |
| 2     | Gran Premi de Qatar                   | Álvaro Bautista | Jorge Lorenzo    | Valentino Rossi | Resultat  |
| 3     | Gran Premi de Turquia                 | Héctor Faubel   | Hiroshi Aoyama   | Marco Melandri  | Resultat  |
| 4     | Gran Premi de la Xina                 | Mika Kallio     | Héctor Barberá   | Dani Pedrosa    | Resultat  |
| 5     | Gran Premi de França                  | Thomas Lüthi    | Yuki Takahashi   | Marco Melandri  | Resultat  |
| 6     | Gran Premi d'Itàlia                   | Mattia Pasini   | Jorge Lorenzo    | Valentino Rossi | Resultat  |
| 7     | Gran Premi de Catalunya               | Álvaro Bautista | Andrea Dovizioso | Valentino Rossi | Resultat  |
| 8     | Dutch TT                              | Mika Kallio     | Jorge Lorenzo    | Nicky Hayden    | Resultat  |
| 9     | Gran Premi de Gran Bretanya           | Álvaro Bautista | Jorge Lorenzo    | Dani Pedrosa    | Resultat  |
| 10    | Gran Premi d'Alemanya                 | Mattia Pasini   | Yuki Takahashi   | Valentino Rossi | Resultat  |
| 11    | Gran Premi dels Estats Units          | -               | -                | Nicky Hayden    | Resultat  |
| 12    | Gran Premi de la República Txeca      | Álvaro Bautista | Jorge Lorenzo    | Loris Capirossi | Resultat  |
| 13    | Gran Premi de Malàisia                | Álvaro Bautista | Jorge Lorenzo    | Valentino Rossi | Resultat  |
| 14    | Gran Premi d'Austràlia                | Álvaro Bautista | Jorge Lorenzo    | Marco Melandri  | Resultat  |
| 15    | Gran Premi del Japó                   | Mika Kallio     | Hiroshi Aoyama   | Loris Capirossi | Resultat  |
| 16    | Gran Premi de Portugal                | Álvaro Bautista | Andrea Dovizioso | Toni Elias      | Resultat  |
| 17    | Gran Premi de la Comunitat Valenciana | Héctor Faubel   | Alex de Angelis  | Troy Bayliss    | Resultat  |

## Galeria

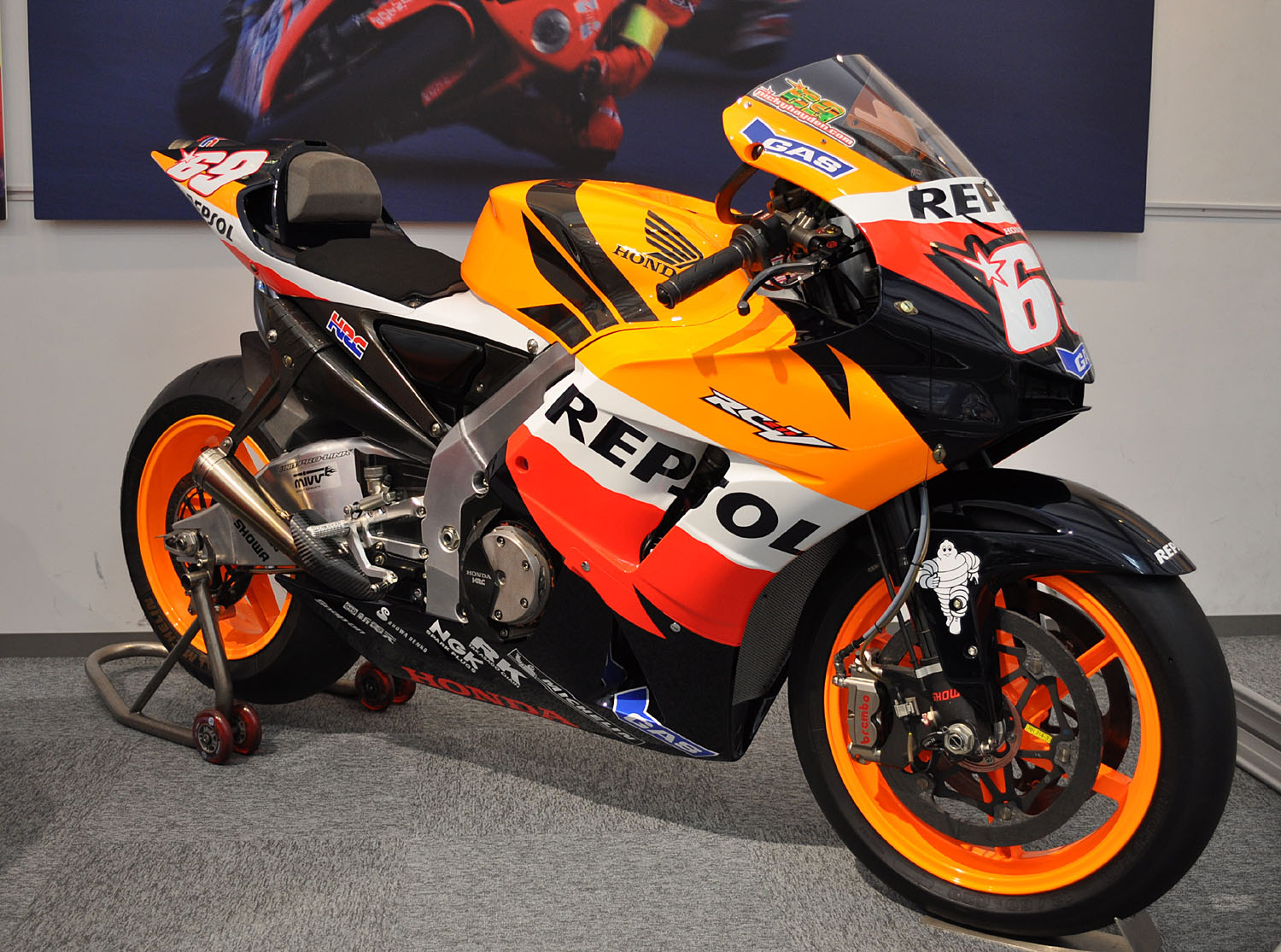
L'Honda RC211V amb què Nicky Hayden fou campió de MotoGP
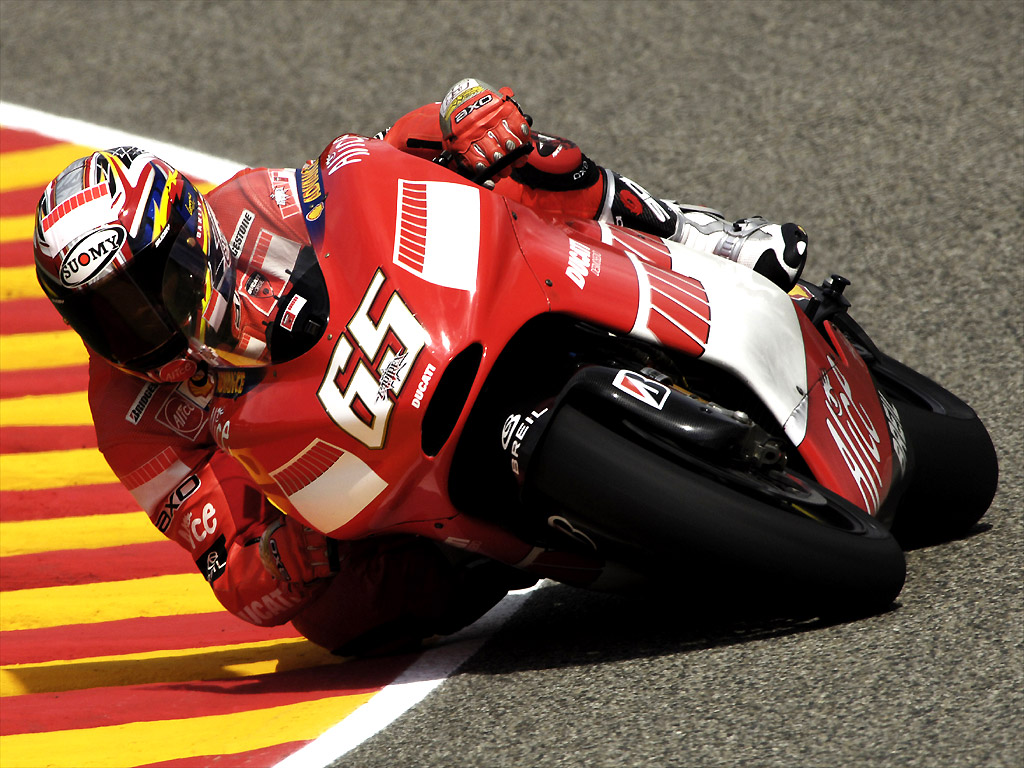
Loris Capirossi, tercer a MotoGP
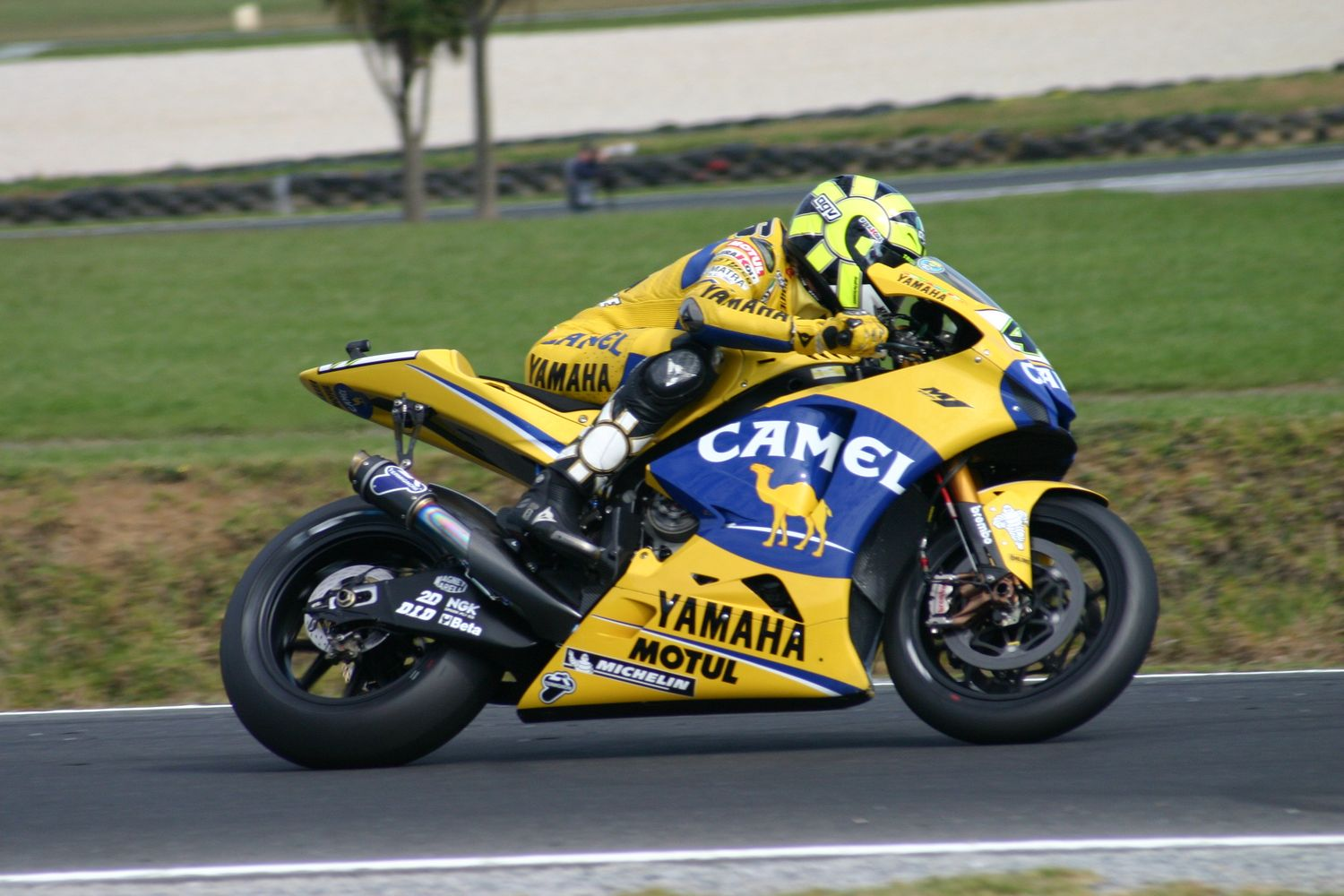
Valentino Rossi, subcampió de MotoGP
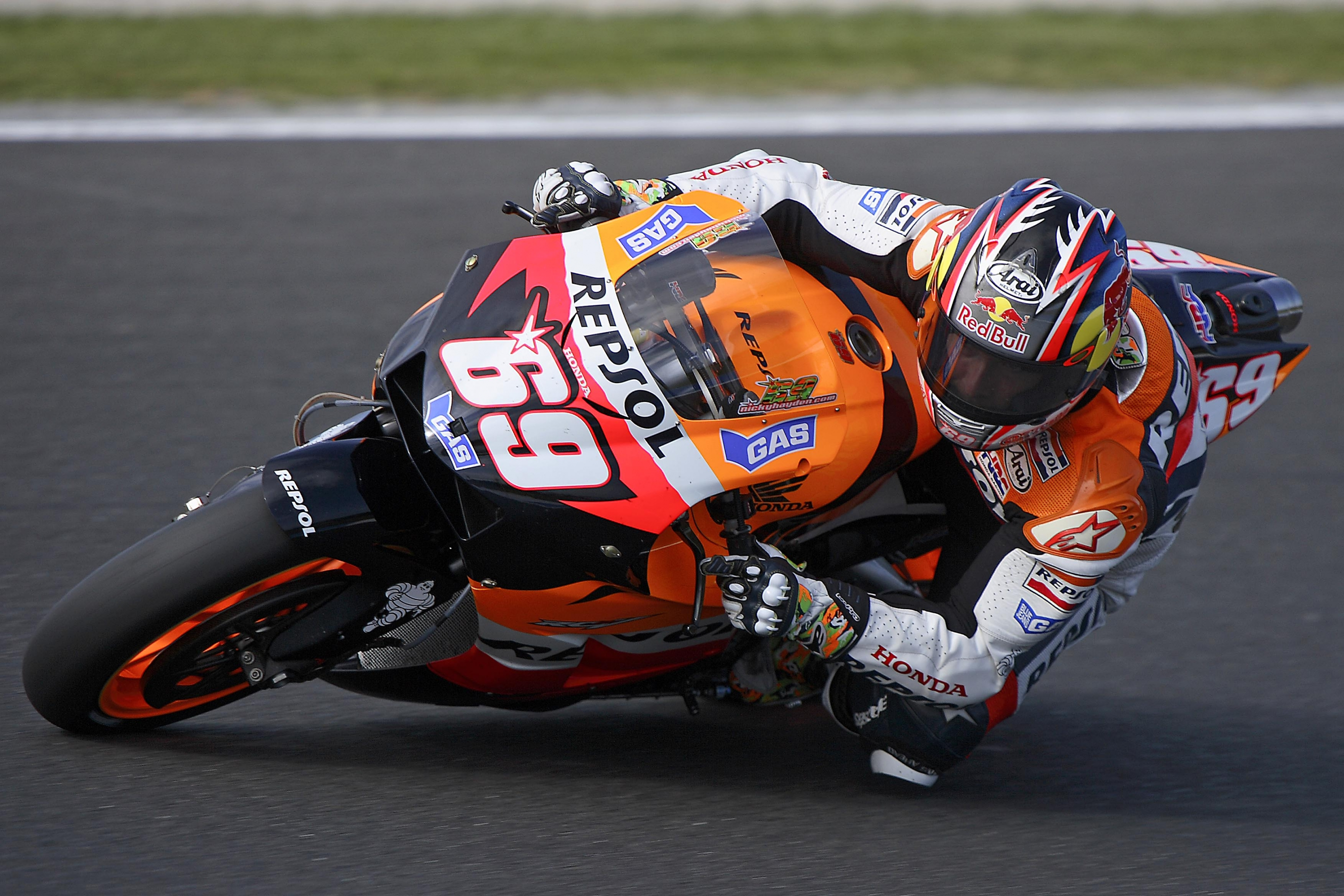
Nicky Hayden, campió de MotoGP

## Debutant de l'any
El Debutant de l'Any de MotoGP del 2006 fou el català Dani Pedrosa.

## Classificació dels pilots

### MotoGP
(Llegenda) (En negreta - Pole; En cursiva - Volta ràpida)
- Les rondes marcades en blau es van córrer sobre pista mullada o van ser aturades per la pluja.
- Els pilots marcats en blau optaven al premi Debutant de l'any.